# Bletchley and Fenny Stratford
Bletchley and Fenny Stratford – civil parish będąca częścią miasta Milton Keynes, w Buckinghamshire, w Anglii. W 2011 roku civil parish liczyła 15 313 mieszkańców.